# Bluebell
Bluebell es el nombre de un par de satélites arficiales de la Fuerza Aérea de los Estados Unidos lanzados con fines de calibración de radares el 15 de febrero de 1966 en el mismo cohete Atlas desde la Base Aérea de Vandenberg.

## Bluebell 2S (Esfera)
Bluebell 2S tenía forma de esfera. Su identificador internacional es 1966-012C. Reentró en la atmósfera el 22 de febrero de 1966.

## Bluebell 2C (Cilindro)
Bluebell 2C tenía forma de cilindro. Su identificador internacional es 1966-012B. Reentró en la atmósfera el 17 de febrero de 1966.